# 죽음 충동
죽음 충동(destrudo 또는 death drive, 독일어: Todestrieb 토데스트리프[*])은 지그문트 프로이트가 제창한 정신분석학 용어로 죽음으로 향하려는 욕구다. 타나토스(Thanatos)도 동의어로 죽음의 신인 타나토스의 신화에 유래한다.

## 프로이트의 설
죽음충동 개념을 전개하기 전의 프로이트는 「사랑하는 사람의 죽음을 바란다」라는 양가적 감정을 따르는 살해 욕구로부터 자살을 설명하려고 했다. 즉 「공격성(Aggression)」의 내향이라는 해석이지만 이 시점에서는 설 자체는 삶충동의 종속적 위치에 머무른다. 한편 그의 「파괴성(Destruktion)」이라는 말도 혼란을 부르기 쉬웠다.
「죽음의 본능」이전의 공격성의 설명은 매우 복잡하다. 예를 들면 1905년에 발표된 「성이론 3편」에서 리비도에는 본질적으로 사디즘·매저키즘적인 성질이 부수한다고 했다. 또 「정신분석학 입문」시대에서는 프로이트는 무의식과 의식의 대립이라는 구조로 생각했으므로 인간의 본질적 에너지인 리비도(성욕구)에 대항하는 것으로서 자아 보존욕구를 상정했다. 이 자아 보존욕구는 외계의 위험이나 불쾌한 상태로부터 피하기 위해서 리비도에 대항하는 경우가 있다. 그 경우에 지배 감정이나 공격성이 표면에 나온다고 생각했다.
또 정신분석의 임상에서도 죽음충동과 같은 것은 음성 치유 반응(분석에 반항해 의사에 저항하거나 증상을 오히려 악화시키는 것)으로부터 상정되었지만 그것이 도대체 무엇에 의해서 일으켜지는지는 수수께끼였다.
이러한 정신분석의 상황 속에서 프로이트가 최초로 죽음충동이라는 말을 이용한 것은 1920년에 저술한 「쾌락원칙의 피안」이다. 그는 인간의 정신생활에 있는 무의식적인 자기 파괴적·자기 처벌적 경향에 주목했다. 이 시기에 그의 생각은 「쾌락이 삶」으로부터 「죽음충동과의 투쟁이 삶」으로 크게 전환했다고 여겨진다. 그는 신경증에서의 강박 장애, 제1차 세계대전 귀환병의 심적 외상의 플래시백 현상, 소녀의 「있다·없다」놀이 관찰로 보여진 불쾌한 어머니의 부재의 반복 등에서 종래의 지론인 쾌감원칙으로는 설명할 수 없는 심리를 찾아냈다. 죽음충동이론은 그 이후의 프로이트 이론을 개정하는 큰 계기가 되었다.
이하 「죽음충동-임상인간학 노트」112~114항으로부터 프로이트의 "죽음충동"의 요약을 뽑아낸다.
자아가 저항하기 어려운 충동이다.충동의 존재에 보통 자아는 깨닫지 못하고 무언중에 지배된다. 쾌락원칙에 따르지 않고 반복 그 자체를 목적으로 하며 에너지가 다할 때까지 반복한다. 그것은 강대한 에너지로 일상적인 물건이 아니고 자아는 그 앞에 무력하다.
가장 창고적(원초적)인 충동이다.죽음충동은 개체 발생상 가장 오래된 충동으로 여겨진다. 퇴행의 궁극점이며 생명 발생 이전의 원초로의 회귀를 목적으로 한다. 그것은 생사나 존재, 비존재의 구별도 없고 명시적 언어로 표현하는 것은 곤란해서 죽음이라 은유했다고 프로이트는 명명했다. 다만 인간의 죽음의 이미지와는 관계없이 비생명으로 향한다는 의미에 지나지 않는다. 충동은 이 지점으로부터 거대한 파괴 에너지를 손에 넣는다.
악마적인 생명의 파괴충동이다.자기와 타인의 구별 없이 반복, 강박적으로 무의미하게 생명파괴를 목표로 한다. 또 삶충동에 앞선다. 프로이트는 죽음충동을 에로스로는 용이하게 회유할 수 없다고 생각했다. 미움과 같은 공격적 충동은 에로스의 한 속성으로 이해할 수 있지만 파괴충동은 사랑과 미움을 넘은 것으로 상정했다.
죽음충동은 프로이트의 「쾌감원칙의 피안」이나 「자아나 에스」에서 보면 일반적으로는 리비도와의 혼합으로 대상에 비급된다고 쓰여졌다. 그러나 그 죽음충동이 많아지면 사디즘이나 매저키즘과 같은 형태로서 나타나기도 한다. 또 죽음충동은 육체의 근육 활동을 통해서 발산되기도 한다. 그것이 신체의 분노의 발작으로서 확인된다.
정신분석의 임상에서는 죽음충동을 확인할 방법은 적다고 프로이트는 말한다. 사실 이 개념을 상정하는 것은 매저키즘이나 새디즘의 발생구조나 음성 치유 반응, 거기에 외상 신경증이라는 꿈의 원망 충 예외를 파악하기 위함이다. 그러나 이 개념은 초자아의 파괴성을 설명하는 것으로서 생각할 수 있어(오이디푸스 콤플렉스를 통해 부친으로부터의 거세불안이나 부친 자신에게의 아이의 분노가 초자아라는 분열한 자아에게 인계되고, 죽음충동은 아이의 중심적인 자아로부터 분열해 존재한다는 이론) 프로이트에게 후년까지 중요한 것으로 생각되었다.

## 후계자의 발전
폴 페단은 최중증의 우울에 죽음충동이 관찰된다는 지적을 했다. 프로이트의 제자에도 받아 들인 사람은 있었지만 대부분 프로이트의 죽음충동개념은 비판이 많아 프로이트 사후에 죽음충동을 받아 들인 학자들에 의해 새로운 전개가 이루어져 간다. 계승, 발전시킨 인물은 메라니 클라인, 자크 라캉이 대표적이다.
현대에서는 죽음충동이라는 개념은 정신분석의 임상에서는 이용되기 어렵고 오히려 「공격성」그 자체가 본질적인 것으로 생각된다. 그것은 임상에 대해 나타나는 것은 죽음충동이라는 개념이 아니고 오히려 의사로의 공격적인 반응이나 분노이기 때문이다. 또 자해나 자벌행위도 볼 수 있어 이것으로부터 「공격적인 것」으로서의 죽음충동의 개념을 깊게 생각할 수 있게 되었다.
대상관계론에서는 리비도와 공격성이 매우 중요하다. 특히 메라니 클라인이나 그 후계자는 불안이나 박해망상에 초점을 맞췄다. 정신병의 환자 자신을 파괴하는 환청 등의 원천으로서 죽음충동이 원용된다. 죽음충동이나 분열한 나쁜 자아 부분은 투영성 동일시로서 환각이나 환청을 통해 환자에게 돌아온다는 생각 등이 있다.
그에 비해 자아심리학에는 죽음충동을 광범위의 공격성으로서 파악했다. 이것은 하인츠 할트만이나 에른스트 크리스에 의해서 주장된 것으로 원래 프로이트에게 죽음충동에 상당한 공격성이 적절히 파악되지 않았기 때문에(연대에 따라 말하는 것이 다름) 그것을 자아와의 관련으로 통합적으로 파악한 결과 죽음충동은 그 자체는 확인되지 않고 오히려 자아의 공격성이나 지배 성향 등으로 활용된다고 했다. 또 죽음충동을 공격성이라고 파악하면 「공격적인」이라는 개념은 무엇이라도 들어맞으므로(경쟁심, 소유욕 등) 원래의 개념에 의문이 더해지기도 했다.
그리고 자기심리학에서는 죽음충동은 어디까지나 자기의 붕괴 산물이며 그 본질은 자기 주장적인 성질로 인간의 정상적인 활력으로서 생각되었다. 공격성은 본래 적절한 욕구나 감정인 것이다. 그러나 환자나 타인이 적절히 반응해 주지 않으면 환자는 자기가 뿔뿔이 흩어져 그 욕구불만을 분노로서 나타낸다. 이것이 전형적인 공격성에 의해서 나타나는 자기애분노다. 이것에 부수해 주요 우울 장애나 자해나 새디즘·매저키즘이 생긴다. 이와 같이 원래 자기심리학에서는 본질적인 공격성과 이차적인 자기의 파괴 산물인 공격성을 나눈다. 그리고 프로이트가 상정한 죽음충동은 심리적인 활력이라는 개념으로 옮겨져 파악된다.

## 현대로의 영향
프로이트에 앞서 프리드리히 니체가 「신의 죽음」을 언명해 당시 낙관주의는 지식인의 사이에서는 이미 힘을 잃었다. 프로이트의 사고의 변천도 비관적인 세계 정세와 무연은 아니었을 것이다. 그는 제2차 세계대전의 전화를 보지 않고 죽었지만 뜻밖에 그 후 히로시마와 나가사키의 원자 폭탄 투하, 학살 등이 일어나 파괴충동을 「예언」한 것 같은 형태가 되어 수폭 개발 등에서 현재 계산상 인류를 여러 차례 멸할 수 있을 정도의 대량 파괴 무기를 소지한 것이 밝혀졌다. 후세 많은 정신분석가가 죽음충동론을 원용해 이러한 인간의 어두운 면의 해명에 돌진했다.

## 참고 문헌
- 쿠마쿠라 노부히로 「죽음충동-임상인간학 노트」신흥 의학 출판사 2000년 ISBN 4880024236
- 오코노기 케이고 「프로이트 사상의 키워드」코단샤 현대 신서 2002년 ISBN 4061495852
- 지그문트 프로이트 나카야마 겐 「자아 논집」지쿠마 서점 1996년 ISBN 4480082492
- 지그문트 프로이트 나카야마 겐 「환상의 미래/문화로의 불만」코우분사 고전 새번역 문고 2007년 ISBN 4334751407
- 지그문트 프로이트 나카야마 겐 「사람은 왜 전쟁을 하는 것인가」코우분사 고전 새번역 문고 2008년 ISBN 4334751504
- 아놀드 고르드바그 오카히데수 「자기심리학과 그 임상」이와사키 학술 출판사 1991년 ISBN 4753391124
- 로날드 페아베인 「인격의 정신분석학」코단샤 학술 문고 1995년 ISBN 4061591738
- 메라니 클라인 「메라니 클라인 저작집」성심 서점

## 같이 보기
- 리비도
- 에로스
- 자살
- 폭력
- 욕구주의
- 쾌락원칙